# دوتی بوکمن
دوتی بوکمن (انگلیسی: Dutty Boukman; ح. ۱۷۶۷ – ۷ نوامبر ۱۷۹۱) یکی از رهبران اولیه انقلاب هائیتی بود. او در سنگامبیا (سنگال و گامبیای کنونی) به دنیا آمد، به بردگی جامائیکا درآمد. او در نهایت به هائیتی رسید و در آنجا از مارون‌ها و یک رهبر مذهبی شد.
بوکمن یکی از رهبران کلیدی شورش بردگان در منطقه کاپ-هائیتین در شمال مستعمره بود. او در ۷ نوامبر ۱۷۹۱، تنها چند ماه پس از آغاز قیام، توسط زمینداران فرانسوی و نیروهای استعماری کشته شد. سپس فرانسوی‌ها در تلاش برای از بین بردن هاله شکست‌ناپذیری که بوکمن پرورش داده بود، سر بوکمن را علناً به نمایش گذاشتند. این واقعیت که مقامات فرانسوی این کار را انجام دادند، نشان‌دهنده این بود که آن‌ها می‌دانستند که بوکمن چقدر برای مردم هائیتی در این دوران اهمیت داشت.

## پیشینه
در حدود سال ۱۷۶۷، دوتی بوکمن در منطقه سنگامبیا (سنگال و گامبیای کنونی) به دنیا آمد، او در آنجا یک روحانی مسلمان بود. او در سنگامبیا اسیر شد و او را به بردگی گرفتند. به عنوان برده به دریای کارائیب، ابتدا به جزیره جامائیکا، سپس سنت-دومینگ، هائیتی امروزی، منتقل شد. در آنجا او به مذهب بومی خود بازگشت و کشیش وودو هونگان هائیتی شد. بعد از اینکه تلاش کرد خواندن را به بردگان دیگر بیاموزد، او را به یک مزرعه‌دار فرانسوی فروختند. مالک جدید، بوکمن را به عنوان ارشد بردگان و بعداً به عنوان راننده اتوبوس بکار گرفت.

## میراث و یادبودها در فرهنگ عامه
- گروه موسیقی Boukman Eksperyans ـ بوکمن اکسپریانس – نام خود را از او گرفت.[۷]

- یک برداشت تخیلی از بوکمن در شخصیت اصلی داستان بابوک، اثر نویسنده آمریکایی گای اندور، دیده می‌شود که به عنوان یک قهرمان ضدسرمایه‌داری در انقلاب هائیتی ظاهر می‌شود.

- مردم هائیتی، بوکمن را با پذیرش او در معبد لوا (ارواح راهنما) گرامی داشتند.[۸]
- قیام بوکمن در کتاب «خورشید سیاه» لنس هورنر بازگو شده‌است.[۹]
- بوکمن یکی از چندین شخصیت بالماسکه شیطان است که هنوز در کارناوال ترینیداد اجرا می‌شود.
- سانبا بوکمن، فعال مدنی هائیتی، که در ۹ مارس ۲۰۱۲ ترور شد، نام خود را از بوکمن گرفته بود.
- در فیلم پنج‌تای برتر، ساخته سال ۲۰۱۴شخصیت اصلی، آندره آلن (با بازی کریس راک)، در میان یک تور تبلیغاتی برای یک فیلم زندگی‌نامه بوکمن به نام Uprize است.[۱۰]
- در داستان کوتاه A Wall of Fire Rising ساخته ادویج دانتیکا شخصیت بوکمن در نمایشنامه مدرسه‌اش به نمایش گذاشته شده‌است.[۱۱]